# 荒山町
荒山町（あらやままち）は、石川県金沢市の町。郵便番号は920-1101。

## 概要
富山県南砺市と接する医王山麓の町。森下川上流に位置し一部は医王ダム建設により水没している。

## 歴史
- 1889年（明治22年）4月1日 - 周辺4か村との合併による医王山村発足により河北郡医王山村字荒山となる。
- 1907年（明治40年）8月10日 - 周辺2か村との合併による浅川村発足により河北郡浅川村字荒山となる。
- 1957年（昭和32年）4月5日 - 金沢市に編入したことにより金沢市荒山町となる。

## 小・中学校の学区
市立小・中学校に通う場合、学区は以下の通りとなる。
| 番   | 小学校               | 中学校               |
| ---- | -------------------- | -------------------- |
| 全域 | 金沢市立医王山小学校 | 金沢市立医王山中学校 |

## 周辺
- 荒山城址
- 医王ダム湖
- 金沢市立医王山小学校荒山分校跡

## 交通

### バス路線
- 加越能バス：南砺 - 金沢線[注 1]

### 道路
- 石川県道・富山県道27号金沢井波線